# جيمس ديكسون وليامز
جيمس ديكسون وليامز (بالإنجليزية: James Dixon Williams)‏ هو شخصية أعمال ومنتج أفلام أمريكي، ولد في 27 فبراير 1877 في سيريدو في الولايات المتحدة، وتوفي في 28 أغسطس 1934 في Manhattan Psychiatric Center ‏ في الولايات المتحدة.